# 타원주머니
타원주머니(utricle, 난형낭)와 둥근주머니(saccule, 구형낭)는 척추동물 내이에 있는 두 개의 이석(otolith) 기관이다. Utricle이라는 단어는 라틴어 uter '가죽 가방'에서 유래되었다. 타원주머니와 둥근주머니는 뼈 미로(bony labyrinth. 작은 타원형 방)의 안뜰(vestibule)에 있는 균형 시스템(막 미로(membranous labyrinth))의 일부이다. 그들은 작은 돌과 점성 액체를 사용하여 털세포를 자극하여 움직임과 방향을 감지한다. 난형낭은 수평면에서 선형 가속도와 머리 기울기를 감지한다.

## 같이 보기
- 안뜰신경
- 둥근주머니(saccule, 구형낭)
- 안뜰 (해부학)